# جين كندي
جين كندي (بالفارسية: جین کندی) هي مستوطنة تقع في قسم اجارود الغربي الريفي في إيران. يقدر عدد سكانها بـ 84 نسمة .